# Рубидий
Рубидият (Rb) е с номер 37 в периодичната система на елементите. Той е много активен метал, при съприкосновение с въздуха той пламва и изгаря. Подобно на другите алкални елементи той прилича на натрия. Той е сребристо-бял метал с метален блясък, мек, пластичен, лек, лесно се реже с нож. Електро- и топлопроводим е. Има го в скалите, по-често в базалта, варовика, в някои глинени материали, дори в кръвта на животните. Среща се също и в много минерали на калия и лития. Той може да взаимодейства с кислород, неметали, вода и киселини.